# Armand Balent
Pas d'image ? Cliquez ici

a Compétitions nationales et continentales officielles uniquement.

Armand Balent, né le 27 octobre 1922 à Pia (Pyrénées-Orientales) et mort le 14 juin 2007 à Castres (Tarn), est un joueur français de rugby à XIII et de rugby à XV évoluant dans les années 1930 à 1950.
Né dans les Pyrénées-Orientales, il débute par le rugby à XIII au sein du club perpignanais du XIII Catalan, remportant avec celui-ci le Championnat de France en 1940 avec André Gau et Jep Maso. Ce club devient en 1941 le R.C. Catalan à la suite de l'interdiction du rugby à XIII en France par le régime de Vichy contraignant A. Balent de jouer alors au rugby à XV. Il rejoint durant la Seconde Guerre mondiale le Castres olympique. À la fin de la Seconde Guerre mondiale, le rugby à XIII ressuscite après avoir été interdit par le régime de Vichy soutenu par les instances de rugby à XV, Armand Balent reçoit alors des offres du R.C. Roanne mais reste finalement au Castres olympique. Il remporte au sein du club castrais la Coupe de France en 1948 puis le Championnat de France à deux reprises en 1949 et 1950 en compagnie de Jean Matheu-Cambas, Jean Pierre-Antoine et Maurice Siman sous la houlette d'Antonin Barbazanges, et marque à chaque finale des essais. Durant l'été 1950, il annonce un changement de code de rugby et s'engage au sein du R.C. Albigeois. Il dispute dans ce dernier quatre saisons côtoyant Gabriel Berthomieu, Marcel Blanc, Gaston Combes, Charles Galaup et Marcel Volot.
Dans la vie civile, il est chauffeur de bus du club du Castres olympique et créé la « Société des Autocars Balent » sur Castres.

## Palmarès

### Rugby à XV
- Collectif :
  - Vainqueur du Championnat de France : 1949 et 1950 (Castres).
  - Vainqueur de la Coupe de France : 1948 (Castres).
  - Vainqueur de la Coupe nationale : 1941 (« Languedoc-Roussillon »).

### Rugby à XIII
- Collectif :
  - Vainqueur du Championnat de France : 1940 (XIII Catalan).

#### Détails en club
| Saison    | Saison                                              | Championnat                                         | Championnat                                         | Coupe                                               | Coupe                                               |
| Saison    | Saison                                              | Comp.                                               | Class.                                              | Comp.                                               | Class.                                              |
| --------- | --------------------------------------------------- | --------------------------------------------------- | --------------------------------------------------- | --------------------------------------------------- | --------------------------------------------------- |
| 1939-1940 | XIII Catalan                                        | Championnat de France                               | Champion                                            | Coupe de France                                     | Annulé                                              |
| 1940-1950 | Interdiction du rugby à XIII, passage au rugby à XV | Interdiction du rugby à XIII, passage au rugby à XV | Interdiction du rugby à XIII, passage au rugby à XV | Interdiction du rugby à XIII, passage au rugby à XV | Interdiction du rugby à XIII, passage au rugby à XV |
| 1950-1951 | RC Albigeois                                        | Championnat de France                               | 6e                                                  | Coupe de France                                     | 1/8 finale                                          |
| 1951-1952 | RC Albigeois                                        | Championnat de France                               | 5e                                                  | Coupe de France                                     | 1/4 finale                                          |
| 1952-1953 | RC Albigeois                                        | Championnat de France                               | 8e                                                  | Coupe de France                                     | 1/8 finale                                          |
| 1953-1954 | RC Albigeois                                        | Championnat de France                               | 8e                                                  | Coupe de France                                     | 1/2 finale                                          |